# 1. deild kvinnur (1985)
W roku 1985 odbyła się 1. edycja 1. deild kvinnur – pierwszej ligi piłki nożnej kobiet na Wyspach Owczych. W rozgrywkach wzięło udział 13 klubów z całego archipelagu. Tytuł mistrzowski po raz pierwszy w historii zdobyła drużyna B36 Tórshavn.

## Uczestnicy
| Uczestnicy pierwszego sezonu                                                                                  | Uczestnicy pierwszego sezonu | Uczestnicy pierwszego sezonu | Uczestnicy pierwszego sezonu |
| --- | ---------------------------- | ---------------------------- | ---------------------------- |
| B36 | B36 Tórshavn                 |                              |                              |
| EB | EB Eiði                      |                              |                              |
| GÍ | GÍ Gøta                      |                              |                              |
| GÍII | GÍ II Gøta                   |                              |                              |
| HB | HB Tórshavn                  |                              |                              |
| ÍF | ÍF Fuglafjørður              |                              |                              |
| KÍ | KÍ Klaksvík                  |                              |                              |
| LÍF | LÍF Leirvík                  |                              |                              |
| MB | MB Miðvágur                  |                              |                              |
| NSÍ | NSÍ Runavík                  |                              |                              |
| SÍS | SÍ Sumba                     |                              |                              |
| SÍF | SÍF Sandavágur               |                              |                              |
| TB | TB Tvøroyri                  |                              |                              |
| Oznaczenia: - kolumna pierwsza – skróty nazw drużyn, - kolumna trzecia – miejsce zajęte w poprzednim sezonie. |                              |                              |                              |

## Rozgrywki

### Grupa A

#### Tabela
| Lp. | Drużyna         | M  | Z | R | P | Bramki | Bramki | Różn. | Pkt | Uwagi              |
| --- | --------------- | -- | - | - | - | ------ | ------ | ----- | --- | ------------------ |
| 1   | HB Tórshavn     | 10 | 7 | 2 | 1 | 34     | 16     | +18   | 16  | Awans do finału    |
| 2   | KÍ Klaksvík     | 10 | 7 | 2 | 1 | 27     | 10     | +17   | 16  |                    |
| 3   | GÍ Gøta         | 10 | 5 | 2 | 3 | 23     | 13     | +10   | 12  |                    |
| 4   | ÍF Fuglafjørður | 10 | 3 | 1 | 6 | 12     | 19     | −7    | 7   |                    |
| 5   | LÍF Leirvík     | 10 | 3 | 1 | 6 | 11     | 27     | −16   | 7   | Spadek do 2. deild |
| 6   | TB Tvøroyri     | 10 | 1 | 0 | 9 | 6      | 29     | −23   | 2   | Spadek do 2. deild |

#### Wyniki spotkań
| Gospodarz \ Gość | GÍ  | HB  | ÍF  | KÍ  | LÍF | TB   |
| GÍ Gøta          |     | 1:4 | 2:0 | 0:0 | 3:3 | 4:0  |
| HB Tórshavn      | 4:3 |     | 1:1 | 3:5 | 5:0 | 3:1  |
| ÍF Fuglafjørður  | 0:2 | 1:5 |     | 2:4 | 2:0 | 3:01 |
| KÍ Klaksvík      | 1:0 | 2:2 | 2:0 |     | 1:2 | 4:1  |
| LÍF Leirvík      | 0:5 | 1:4 | 0:2 | 0:5 |     | 3:0  |
| TB Tvøroyri      | 1:3 | 0:3 | 3:1 | 0:3 | 0:2 |      |

Aktualne na 20 kwietnia 2015. Źródło: HB.fo
Objaśnienia:
1Drużyna gospodarzy jest wymieniona po lewej stronie tabeli.
Kolory: zielony – zwycięstwo gospodarzy, żółty – remis, różowy – zwycięstwo gości.
Objaśnienia:
1. Zwycięstwo ÍF Fuglafjørður walkowerem.

### Grupa B

#### Tabela
| Lp. | Drużyna        | M  | Z  | R | P  | Bramki | Bramki | Różn. | Pkt | Uwagi              |
| --- | -------------- | -- | -- | - | -- | ------ | ------ | ----- | --- | ------------------ |
| 1   | B36 Tórshavn   | 12 | 11 | 0 | 1  | 48     | 4      | +44   | 22  | Awans do finału    |
| 2   | EB Eiði        | 12 | 7  | 3 | 2  | 43     | 15     | +28   | 17  |                    |
| 3   | SÍF Sandavágur | 12 | 5  | 2 | 5  | 33     | 22     | +11   | 12  |                    |
| 4   | MB Miðvágur    | 12 | 4  | 3 | 5  | 18     | 20     | −2    | 11  |                    |
| 5   | NSÍ Runavík1   | 12 | 6  | 1 | 5  | 18     | 21     | −3    | 11  | Spadek do 2. deild |
| 6   | SÍ Sumba       | 12 | 4  | 1 | 7  | 25     | 27     | −2    | 9   | Spadek do 2. deild |
| 7   | GÍ II Gøta     | 12 | 0  | 0 | 12 | 2      | 78     | −76   | 0   | Spadek do 2. deild |

#### Wyniki spotkań
| Gospodarz \ Gość | B36  | EB  | GÍII | MB  | NSÍ  | SÍS | SÍF |
| B36 Tórshavn     |      | 3:2 | 6:0  | 2:0 | 5:01 | 3:0 | 3:0 |
| EB Eiði          | 1:2  |     | 7:0  | 4:0 | 3:0  | 1:1 | 5:1 |
| GÍ II Gøta       | 0:12 | 0:9 |      | 0:3 | 0:4  | 0:5 | 1:9 |
| MB Miðvágur      | 0:4  | 2:2 | 7:1  |     | 1:0  | 1:3 | 0:0 |
| NSÍ Runavík      | 0:3  | 0:0 | 6:0  | 2:1 |      | 4:2 | 2:1 |
| SÍ Sumba         | 0:3  | 3:5 | 3:0  | 0:1 | 3:02 |     | 3:2 |
| SÍF Sandavágur   | 1:2  | 3:4 | 7:0  | 2:2 | 2:0  | 5:2 |     |

Aktualne na 20 kwietnia 2015. Źródło: HB.fo
Objaśnienia:
1Drużyna gospodarzy jest wymieniona po lewej stronie tabeli.
Kolory: zielony – zwycięstwo gospodarzy, żółty – remis, różowy – zwycięstwo gości.
Objaśnienia:
1. Zwycięstwo przyznane ostatecznie NSÍ Runavík bez przyznawania punktów.
2. Zwycięstwo SÍ Sumba walkowerem.

## Finał
|  | B36 Tórshavn | 2:1Raport | HB Tórshavn | Tórshavn |
|  |              |           |             |          |

| Mistrz Wysp Owczych 1985 |
| ------------------------ |
| B36 Tórshavn 1. tytuł    |